# Aiptasiidae
Aiptasiidae é uma família de cnidários antozoários da infraordem Thenaria, subordem Nyantheae (Actiniaria).

## Géneros
- Aiptasia Gosse, 1858
- Aiptasiogeton Schmidt, 1972
- Bartholomea Duchassaing de Fombressin & Michelotti, 1864
- Neoaiptasia Parulekar, 1969
- Paraiptasia England, 1992